# Colonel Hill
Colonel Hill är en distriktshuvudort i Bahamas.   Den ligger i distriktet Crooked Island and Long Cay District, i den sydöstra delen av landet, 400 km sydost om huvudstaden Nassau. Colonel Hill ligger 5 meter över havet och antalet invånare är 240. Den ligger på ön Crooked Island.
Terrängen runt Colonel Hill är mycket platt. Havet är nära Colonel Hill åt nordost. Trakten runt Colonel Hill är nära nog obefolkad, med mindre än två invånare per kvadratkilometer.. Det finns inga andra samhällen i närheten. 